# Shioya
Shioya (塩谷町, Shioya-machi) est un bourg du district de Shioya, dans la préfecture de Tochigi au Japon.
Au 1er mai 2015, la population s'élevait à 11 542 habitants répartis sur une superficie de 176,06 km2.